# Homomorfní šifrování
Homomorfní šifrování je takové šifrování, které umožňuje výpočet s šifrovými texty odpovídající provedení výpočtu s patřičnými otevřenými texty, ovšem bez znalosti těchto otevřených textů.
Jednoduchým příkladem by mohlo být šifrování čísel, které by umožnilo pro dvě zašifrovaná čísla určit šifru určující jejich násobek bez znalosti toho, o jaká čísla jde. Tuto vlastnost má například čistá podoba (tj. bez zarovnání výplní či jiných doplňkových úprav) šifer RSA nebo ElGamal. V těchto případech se ovšem jedná jen o částečně homomorfní šifrování, protože například neumožňuje sčítání.
S první plně homomorfní šifrou přišel v roce 2009 Craig Gentry, použil k tomu kryptografii založenou na mřížích.